# El hombre que volaba demasiado
«El hombre que volaba demasiado» —título original: «The Man Who Flew Too Much»— es el décimo episodio de la trigésimo sexta temporada de la serie de televisión animada estadounidense Los Simpson, y el 780 en total. Se emitió en los Estados Unidos en Fox el 22 de diciembre de 2024. El episodio fue escrito por Al Jean y dirigido por Steven Dean Moore.
En este episodio, el helicóptero que llevaba al equipo de bolos de Homer a un partido del campeonato se estrella en una montaña nevada, y los supervivientes deben encontrar una manera de volver a Springfield. Glenn Close actuó como invitada en el papel de Mona Simpson. El episodio recibió críticas mixtas.

## Trama
La iteración actual del equipo de bolos Pin Pals, formado por el capitán Homer, Moe, Ned, Carl y un nuevo personaje llamado Fausto, ha llegado al partido por el campeonato estatal. El pueblo celebra un mitin para el equipo en el que los miembros del equipo pronuncian discursos. Ned dice una oración dando gracias a Dios mientras Homer se burla de él. Bart dice que está orgulloso de Homer. Barney lleva al equipo al torneo en su helicóptero. Mientras intentan sobrevolar una montaña nevada, son alertados de que el helicóptero tiene sobrepeso porque el equipo ha traído bolas de bolos más pesadas que las declaradas en el manifiesto de vuelo. Incapaz de sobrevolar la montaña, Barney intenta aterrizar, pero el helicóptero se estrella.
Los supervivientes resultan ilesos excepto Fausto, que está inconsciente y apenas respira. Bajan la montaña con Flanders cargando a Fausto mientras Homer admira en secreto su esfuerzo. Moe recibe una llamada telefónica de Bart, buscando a Homer, y tira su teléfono pensando que es una llamada de broma. Empiezan a alucinar y comienzan a rezar. Barney examina a Fausto y dice que ha muerto. Moe sugiere comerse a Fausto, pero Ned se lo impide mientras come a escondidas las hostias de comunión que lleva consigo. Homer le dice a Ned que es mejor líder que él, pero Ned anima a Homer y le hace dirigir al equipo en la oración. Sin embargo, rápidamente pierden el conocimiento debido al frío.
Mientras tanto, nadie en la ciudad puede ponerse en contacto con el equipo y todos, salvo los Simpson, dan por hecho que han muerto. Marge coloca los adornos navideños en casa para que la familia se sienta mejor a pesar de que estamos en octubre. La policía le dice a Marge que se prepare para lo peor mientras Patty y Selma utilizan la inteligencia artificial generativa para mostrarle el cadáver de Homer. Sin embargo, Marge cree que está vivo y que llevará al equipo a un lugar seguro. Prepara las comidas favoritas de Homer para cuando regrese.
En la montaña, Homer alucina con su madre y le pide reunirse con ella en el cielo. Ella le dice que no está allí, lo que le preocupa. Huele la comida de Marge y se despierta. Homer ata a los miembros vivos del equipo a una cuerda y los arrastra montaña abajo, dejando atrás a Fausto.
Mientras el pueblo celebra el funeral por el equipo supervisado por el reverendo Lovejoy, irrumpen en la iglesia ante la euforia de la familia Simpson. Están orgullosos de que Homer salvara al equipo y demostrara que todo el mundo estaba equivocado. Durante los créditos, el reverendo Lovejoy barre el interior de la iglesia mientras Fausto aparece declarando que está vivo.

## Producción
El argumento de los Pin Pals intentando sobrevivir al accidente es una parodia de la película ¡Viven! (1993) y de la película La sociedad de la nieve (2023). Las películas muestran cómo los supervivientes del vuelo 571 de la Fuerza Aérea Uruguaya se mantuvieron con vida recurriendo al canibalismo, algo que Moe considera en el episodio. El guionista Al Jean no supo que la trama de la serie de televisión Yellowjackets tenía una premisa similar hasta después de presentar el episodio.
Glenn Close repitió su papel de Mona Simpson. Close apareció por primera vez en este papel en el episodio de la séptima temporada «Mother Simpson». En este episodio, Chris Edgerly sustituye en el papel de Rod Flanders a Pamela Hayden, que se retiró a principios de temporada. Milhouse Van Houten, al que antes ponía voz Hayden, aparece pero no se le pone voz.